# Schistura balteata
 Schistura balteata és una espècie de peix de la família dels balitòrids i de l'ordre dels cipriniformes.

## Morfologia
Els mascles poden assolir els 5,4 cm de longitud total.

## Distribució geogràfica
Es troba al sud de Myanmar.

## Amenaces
Les seues potencials amenaces podrien ésser la contaminació de l'aigua i una disminució en el cabal dels rius a causa de la construcció de preses.